# 伊丽莎白女王级战列舰
伊丽莎白女王级战列舰（英語：Queen Elizabeth-class battleship）是英国建造的一种战列舰，本級艦火力、防護力、速度均遠超越前代戰艦，本級艦被視為第一款問世之高速戰艦。本级舰共建造5艘，马来亚号建造经费来自英联邦自治领马来亚的贡献；除了巴勒姆號在1941年被U型潛艇擊沉外，所有本級戰艦均參與了兩次世界大戰，最後均於1940年代末期退役拆解。

## 建造背景
20世纪初期第一次世界大战前夕，各海军强国围绕建造无畏舰展开海军军备竞赛，各国海军正计划建造安装更大口径主炮和加强装甲防护的超级无畏级战列舰；在1905年後英德海軍造艦競賽日趨白熱化，研發更新更好造更多的戰艦成為顯學，英国人声称德国额外每增加建造一艘主力舰英国就将造两艘作为回应。
英國皇家海軍在1912年研發出成功的第五型13.5英吋艦炮，裝備在俄里翁級戰艦以後服役的戰艦上，但是英國得知馬肯森級戰鬥巡洋艦將裝備13.8英寸（350mm）艦炮。為鞏固皇家海軍在戰艦火力上的優勢地位，海軍大臣丘吉尔極力主張為1912年即將開工的新戰艦開發更強大的15英吋艦炮，海洋军事部（英語：Admiralty）評估研發新炮需要1-2年的時間，過去的經驗是先開發出火炮再興建可使用的戰艦，並沒有同時造艦兼開發的往例，假如研發延宕，即有可能讓斥資鉅額的戰艦面臨困境，不過開發單位不負上層所望達成需求。新型炮出於保密，對外聲稱口徑為14英吋。
伊丽莎白女王级原始佈局是效仿鐵公爵級戰艦，配備5座雙連裝炮塔，極速21節。但是在獅級戰鬥巡洋艦研發經驗中，英國工程師了解到取消船體中央的Q炮塔可以為整個輪機系統爭取到更多可用空間，並讓戰艦獲得額外動力去增強防禦，且15吋砲的彈頭投射能量足以取代一座雙連裝炮塔，因此主炮採用4座雙聯裝，佈局采用艏艉对称在舰体中心线上呈背负式各布置两座。
除了火炮設計思維的變更，伊丽莎白女王级同時也是英國皇家海軍首批次運用全重油鍋爐動力設計的戰艦。皇家海軍建設指揮部提供的評估報告認為全重油鍋爐設計技術上已可行，海軍上將費雪也贊成未來戰艦運用石油作為輪機動力的概念；相較煤炭，同體積的石油蘊含更大的能量密度，後勤補給較為簡便，同時也比較不會產生濃烈的燃燒黑煙；只是在1910年代不產石油的英倫三島要如何確保維持戰艦操作的燃料儲備是個較考驗高層手腕的問題；邱吉爾因此介入英伊石油公司合約，確保戰爭時皇家海軍石油來源無慮。使用全重油推進的伊丽莎白女王级因此獲得25節極速，接近當時战列巡洋舰的航行速度；英國海軍戰艦編組上原先是3艘主力戰艦配合1艘戰鬥巡洋艦，藉由戰鬥巡洋艦的高速爭取在海戰時搶位優勢；因為伊丽莎白女王级具有比當時戰艦更加優勢的航速，因此在這批訂單中直接採購了4艘本級艦，不再搭配戰鬥巡洋艦編組。新建五號艦是因為馬來亞自治領提供造艦預算，並不在原訂計畫當中；在皇家海軍的文書資料中已經排入六號艦，該艦將命名為阿金科特，但造艦預算並無著落，最後六號艦的計畫在1914年取消，而阿金科特號戰艦這個艦名則給予徵收自为鄂圖曼帝國承造的苏丹奥斯曼一世号戰艦。
在伊莉莎白女王級興建後，後繼艦復仇級戰艦雖維持伊莉莎白女王級的基本設計與火力標準，但在輪機上妥協，降低成為極速21節的一般戰艦。真正承襲伊莉莎白女王級特性的後繼艦則是一戰末期開工的海軍上將級戰鬥巡洋艦，但該級艦最後只完成一艘：胡德號戰鬥巡洋艦。

## 服役历程
一号舰伊丽莎白女王号1912年10月21日开工，各舰在1912年10月至1913年期间相继开工，单舰造价大约240万英镑。原来计划伊丽莎白女王级安装16门炮郭式6英寸副炮，伊丽莎白女王号建成后发现位于后部炮塔舰体两舷的4门炮位置比较低（炮位比其他6英寸副炮降低一层甲板），易受海浪冲刷而无法使用，完工不久就拆除了，其他各舰均未安装。

### 第一次世界大战
伊丽莎白女王级各舰在1915年至1916年期间相继服役。第一次世界大战中，伊丽莎白女王号1915年竣工后被派往地中海參與加里波利海戰，参加炮轰达达尼尔海峡炮台的作战。
1916年5月31日日德兰海战中，4舰同級艦（伊丽莎白女王号回國入塢維修，錯過參戰）编成第5戰艦中隊（指揮官休·埃文·托馬斯海軍少將，旗艦巴勒姆號戰艦），海戰中支援前衛，迎戰由弗朗茲·馮·希佩爾將軍指揮的德國海軍第1偵查集群；就德國公海艦隊司令賴因哈德·舍爾陳述：「她們以絕佳的速度與準確性開火」。
海戰中，第5戰艦中隊重創了呂佐號戰鬥巡洋艦、塞德利茨號戰鬥巡洋艦等艦艇，15英吋艦炮足夠在德國戰艦射程外優先開火，讓德方陷入被動；不過第5戰艦中隊除旗艦外仍受到輕重不等的創傷，其中受創最重者為厭戰號戰艦，她因操舵裝置失靈卡死右轉，因此在海戰中曾開入德國艦隊射程內，遭到德國艦隊擊火重創，至少被击中15-18发大口径炮弹。海战结束后受伤各舰均在两个月内修复。1916年11月伊丽莎白女王号接替鐵公爵號戰艦成为皇家海軍大艦隊旗艦。

### 现代化改装
在戰間期，伊丽莎白女王级战列舰全艦皆在華盛頓海軍條約中宣告保留，隨後實施兩次較大規模的現代化改良；第一次大规模改装各舰依次从1924年开始至1933年结束，最先接受改装的是厌战号，最后接受改装的是巴勒姆号，改装项目包括两舷增加防鱼雷隔舱，舰宽增加，加强水下防御能力；前烟囱向后弯曲将两个烟囱合并为一个，减少前部烟囱靠近舰桥、桅楼带来排烟的影响；改造舰桥、桅楼增设火控设施；加装4英寸口径高射炮，增强防空火力；加装水上飞机弹射器以及吊装飞机用的起重机。
该级4舰（巴勒姆号除外）第二次大规模改装从1934年开始至1941年，各舰现代化改装程度各异，呈现不同的面貌。首先接受改装的是马来亚号，在舯部烟囱两侧增设水上飞机机库，改进动力系统与防空火炮。厌战号、伊丽莎白女王号、英勇号的现代化改装进行的比较彻底，换装新型锅炉、主机；增大主炮仰角由20°提高到30°射程延伸至2万9千米；随着主炮仰角增大落弹角度加大以及空中轰炸的威胁，所以加强机舱、弹药库等要害部位的水平装甲；改建大型舰桥，加强防空火力。改装工程较晚的伊丽莎白女王号、英勇号还拆除旧式6英寸口径副炮改装新型4.45英寸口径高平兩用砲。
- 第一次改装后的巴勒姆号
- 第二次改装后的马来亚号
- 第二次大改装后的厌战号
- 第二次大改装后的英勇号

### 第二次世界大战
第二次世界大战中该级舰被广泛使用，战争前期该级舰长期在地中海海域作战。尤其是厌战号多次受创伤而最终安然无恙，成为二战中英国海军的传奇战舰。即使是现代化改装项目较少的马来亚号也曾经吓阻过德国沙恩霍斯特号和格奈森瑙号对英国船队的袭击。1940年4月，厌战号调回英国参加挪威战役，在纳尔维克率领驱逐舰围歼了一支德国驱逐舰分舰队。1940年7月，厌战号在地中海卡拉布里亚海战中，命中26400码外的意大利战列舰，这是经确认的战列舰最远距离炮击命中纪录。1941年3月马塔潘角海战中，厌战号、英勇号、巴勒姆号为首的英国舰队夜战中击沉了意大利3艘重巡洋舰。1941年马来亚号、厌战号先后受创，根据租借法案开往美国（美国尚未参战）修理。巴勒姆号1941年11月在地中海被德国潜艇发射3枚鱼雷击中沉没。在太平洋战争爆发后，1942年1月厌战号一度加入英国远东舰队成为旗舰。
1941年12月，伊丽莎白女王号和英勇号在亚历山大港内遭到意大利海军蛙人袭击坐沉海底，打捞修复后于1943年先后加入英国远东舰队参加对日本作战。1943年厌战号、英勇号参加了在西西里岛与意大利本土的登陆战役，9月厌战号在萨莱诺被无线电遥控滑翔炸弹击中丧失了战斗力。1944年6月，厌战号、马来亚号参加了诺曼底登陆战役。
战争结束之后，伊丽莎白女王级战列舰于1947年-1948年相继退役解体。

## 同级舰列表
| 舰名                               | 舷号 | 建造商                 | 下水日期       | 服役日期       | 备注                             |
| ---------------------------------- | ---- | ---------------------- | -------------- | -------------- | -------------------------------- |

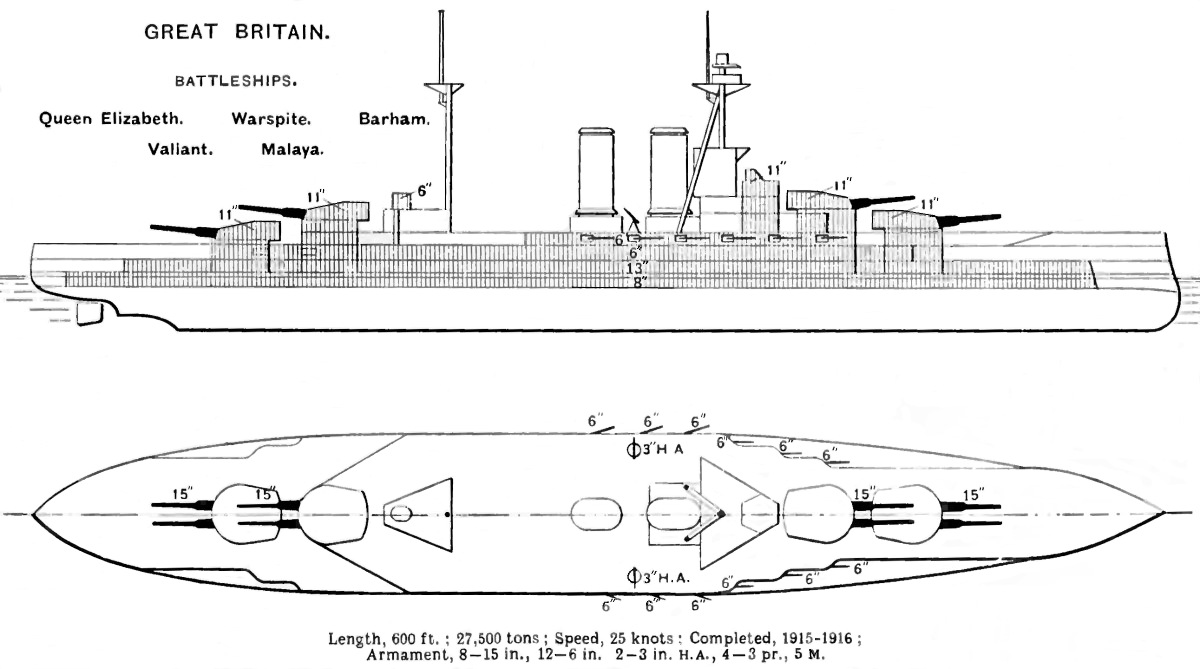
伊丽莎白女王级图

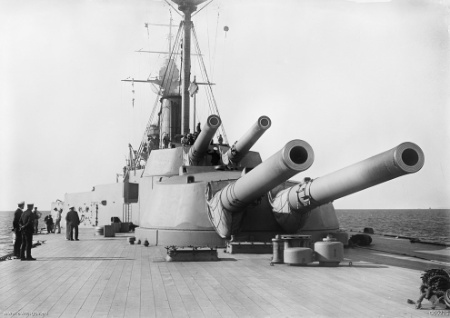
伊丽莎白女王号艉部15英寸口径主炮

| 伊丽莎白女王号 HMS Queen Elizabeth | 00   | 樸資茅斯海军船塢       | 1913年10月16日 | 1914年12月22日 | 1948年被拆解                     |
| 厌战号 HMS Warspite                | 03   | 樸資茅斯海军船塢       | 1913年11月26日 | 1915年3月8日   | 1950年被拆解                     |
| 英勇号 HMS Valiant                 | 02   | Fairfield Shipbuilding | 1914年11月4日  | 1916年1月13日  | 1948年被拆解                     |
| 巴罕號 HMS Barham                  | 04   | John Brown             | 1914年10月31日 | 1915年10月19日 | 1941年11月被德军潛艇發射魚雷击沉 |
| 马来亚号 HMS Malaya                | 01   | 阿姆斯特朗-威特沃斯    | 1915年3月18日  | 1916年2月1日   | 1948年被拆解                     |

## 链接
- HMS QUEEN ELIZABETH（页面存档备份，存于）